# Liste der Baudenkmäler in Pliening

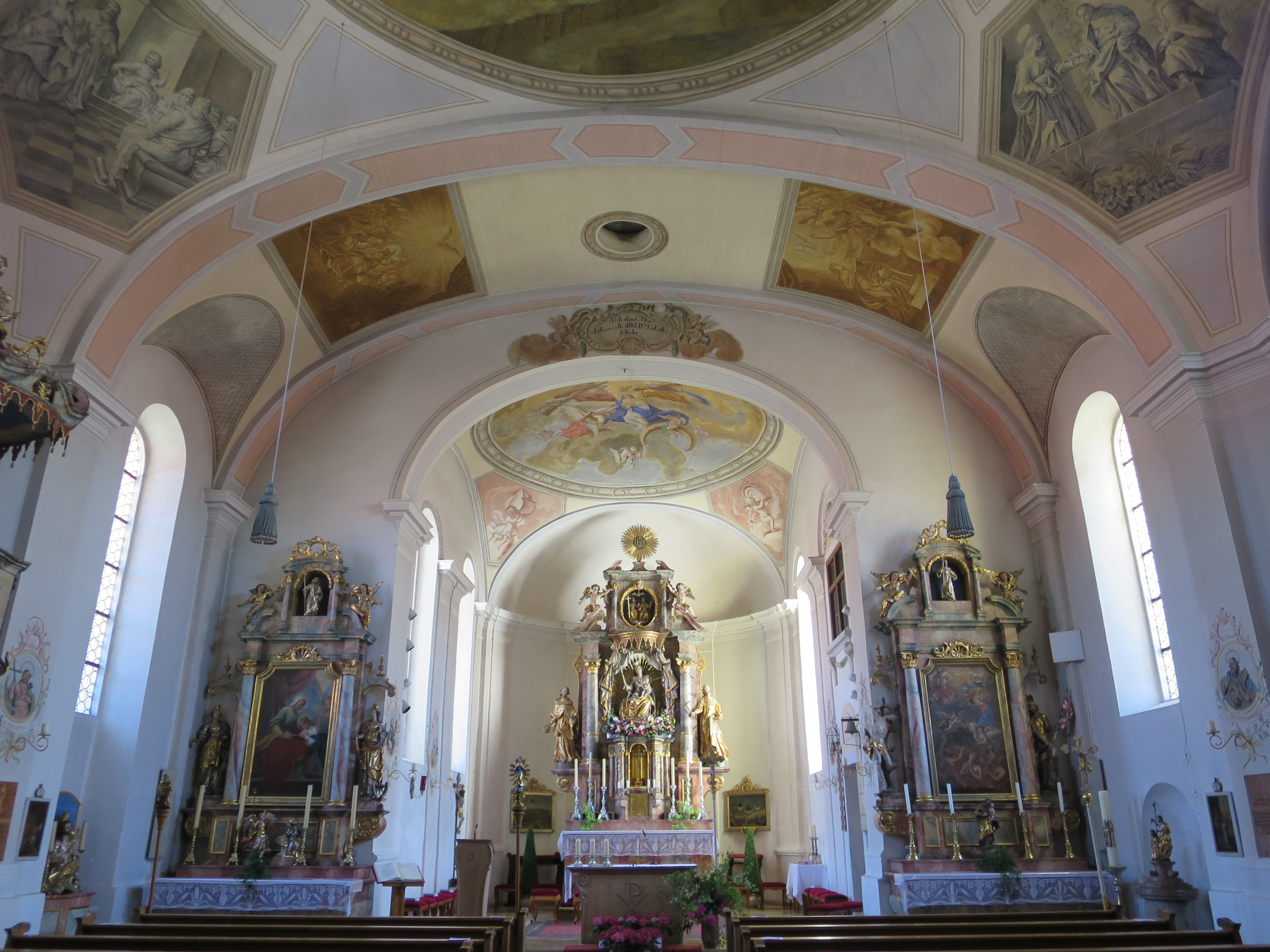
Innenraum von Mariä Himmelfahrt in Gelting

Auf dieser Seite sind die Baudenkmäler in der oberbayerischen Gemeinde Pliening zusammengestellt. Diese Tabelle ist eine Teilliste der Liste der Baudenkmäler in Bayern. Grundlage ist die Bayerische Denkmalliste, die auf Basis des Bayerischen Denkmalschutzgesetzes vom 1. Oktober 1973 erstmals erstellt wurde und seither durch das Bayerische Landesamt für Denkmalpflege geführt wird. Die folgenden Angaben ersetzen nicht die rechtsverbindliche Auskunft der Denkmalschutzbehörde.

## Baudenkmäler nach Ortsteilen

### Pliening
| Lage                           | Objekt                                       | Beschreibung | Akten-Nr.    | Bild           |
| ------------------------------ | -------------------------------------------- | --- | ------------ | -------------- |
| Geltinger Straße 24 (Standort) | Katholische Filialkirche Hl. Kreuzauffindung | Romanischer Saalbau mit eingezogener Apsis, verputzter Backstein, 12. Jahrhundert, Turm mit Spitzhelm 19. Jahrhundert; mit Ausstattung | D-1-75-133-1 | weitere Bilder |
| Münchener Straße 2 (Standort)  | Gasthaus Forchhammer                         | Zweigeschossiger Traufseitbau mit Krüppelwalmdach und historisierenden Stilelementen, Ende 19. Jahrhundert                             | D-1-75-133-2 | weitere Bilder |

### Gelting
| Lage                                  | Objekt                                                                       | Beschreibung | Akten-Nr.    | Bild           |
| ------------------------------------- | ---------------------------------------------------------------------------- | --- | ------------ | -------------- |
| Am Urtel 2 (Standort)                 | Wohnteil des ehem. Kleinbauernhauses                                         | Erdgeschossiger Putzbau mit steilem Satteldach und Limonenfenstern, 2. Viertel 19. Jahrhundert | D-1-75-133-3 | weitere Bilder |
| Markt Schwabener Straße 22 (Standort) | Ehemalige Wallfahrtskirche, jetzt katholische Filialkirche Mariä Himmelfahrt | Schlichter barocker Saalbau mit eingezogener Apsis, angefügter Sakristei und westlicher Fassadenturm mit Spindelhelm, von Franz Anton Kirchgrabner, 1784/85 unter Verwendung von Teilen des spätgotischen Vorgängerbaus; mit Ausstattung; Leichenhaus, schlichter Putzbau mit steilem Satteldach und historisierenden Elementen, 1910/20 | D-1-75-133-4 | weitere Bilder |

### Gerharding
| Lage                                                                                       | Objekt     | Beschreibung                                                              | Akten-Nr.    | Bild       |
| ------------------------------------------------------------------------------------------ | ---------- | ------------------------------------------------------------------------- | ------------ | ---------- |
| Kirchheimer Straße, an der Abzweigung zum Gutshof Gerharding (Kieswerk Ebenhöh) (Standort) | Ortsschild | Gutshof Gerharding, Gemeinde & Post Pliening, gusseisern, bezeichnet 1862 | D-1-75-133-5 | Ortsschild |

### Landsham
| Lage                                 | Objekt                                                          | Beschreibung | Akten-Nr.     | Bild                                                            |
| ------------------------------------ | --------------------------------------------------------------- | --- | ------------- | --------------------------------------------------------------- |
| Erdinger Straße 5 (Standort)         | Katholische Filialkirche St. Stephan                            | Schlanker Saalbau mit leicht eingezogener Apsis, angefügter zweigeschossiger Sakristei und Westturm mit Zwiebelhaube, im Stil des Rokoko, von Johann Baptist Lethner, 1758; mit Ausstattung | D-1-75-133-6  | weitere Bilder                                                  |
| Erdinger Straße 17 (Standort)        | Hauskreuz Arma-Christi                                          | geschnitzt, 1940 | D-1-75-133-7  | Hauskreuz Arma-Christi                                          |
| Kirchheimer Straße 5, 5 a (Standort) | Wohnteil des ehemaligen Kleinbauernhauses (sogenannt beim Lenz) | Erdgeschossiger verputzter Steildachbau, Inschrifttafel an der Front bezeichnet 1836 | D-1-75-133-8  | Wohnteil des ehemaligen Kleinbauernhauses (sogenannt beim Lenz) |
| Kirchheimer Straße 8 a (Standort)    | Taubenkobel des Stockerwirts                                    | Fantasievolle Holzkonstruktion, 1906 | D-1-75-133-10 | weitere Bilder                                                  |